# Кузнецы (Краснокамский район)
Кузнецы — деревня в составе Краснокамского городского округа в Пермском крае.

## История
Упоминается с 1840 года. Основана выходцами из соседнего села Усть-Сыны. До 2018 года входила в Майское сельское поселение Краснокамского района. После упразднения обоих муниципальных образований вошла в состав образованного муниципального образования Краснокамского городского округа.

## География
Деревня расположена недалеко от трассы М-7 на расстоянии примерно 6 километров на юго-запад от города Краснокамск.

## Климат
Климат — умеренно континентальный. Наиболее тёплым месяцем является июль, средняя месячная температура которого 17,4—18,2 °C, а самым холодным январь со среднемесячной температурой −15,3…−14,7 °C. Продолжительность безморозного периода 110 дней. Снежный покров удерживается 170—180 дней.

## Население
Постоянное население составляло 26 человек в 2002 году, 22 человека в 2010 году.

## Национальный состав
Согласно результатам переписи 2002 года, в национальной структуре населения русские составляли 92 %.